# 王滨 (1912年)
王滨（1912年—1960年），原名王绍杰，又名王斌，男，山东昌邑人，中国导演、编剧、演员，中国电影家协会会员。